# Cubierta solar

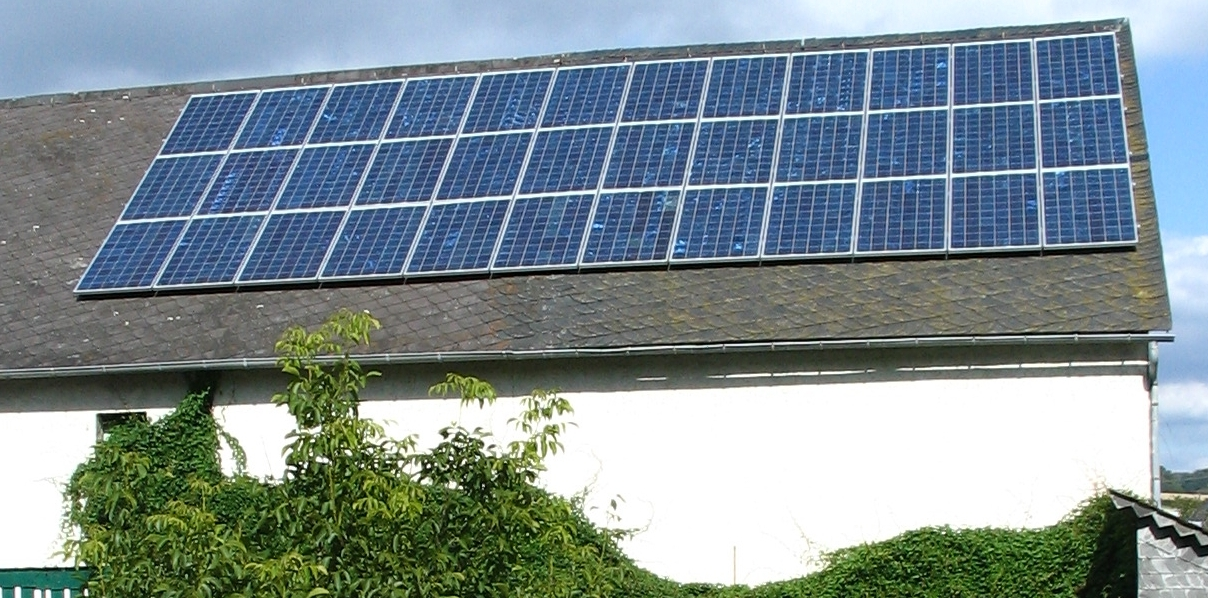
Cubierta de paneles solares

Una cubierta solar es una estructura de paneles solares que se coloca sobre una cubierta, como la techumbre de un edificio, el tejado de un porche o, incluso, una pérgola.
Una cubierta solar puede aprovechar cualquier tipo de tecnología y usos de la energía solar, ya sea energía solar térmica o fotovoltaica.

## Composición e instalación
Una cubierta solar está compuesta por paneles solares, fotovoltaicos o térmicos; elementos estructurales de perfilería metálica, generalmente de aluminio extrusionado; juntas de sujeción de los paneles; y material auxiliar de montaje, como tornillería y anclajes.
La ubicación de una cubierta solar así como su orientación es muy importante. Debe estar ubicada en un lugar que no reciba sombra alguna y la orientación debe ser orientada hacia el sur en el hemisferio norte (y hacia el norte, en el hemisferio sur) con un ángulo de inclinación que permita el rendimiento máximo de la captación.
Las cubiertas solares destinadas al aprovechamiento térmico tienen que estar protegidas contra el descenso nocturno de temperaturas y las heladas invernales para evitar su deterioro.

## Ventajas
Los instaladores tienen derecho a verter electricidad solar a la red general y, por tanto, a recibir un recargo razonable a la tarifa por cada kilovatio hora generado, lo que refleja los beneficios de la electricidad solar y compensa los costes incrementales actuales de la fotovoltaica.
Para los consumidores, un sistema solar fotovoltaico puede ayudar a reducir la dependencia de los combustibles fósiles mediante el uso de energía solar gratuita para generar electricidad que se puede utilizar en el hogar. Por lo tanto, un sistema solar fotovoltaico puede ayudar a los propietarios de viviendas a reducir su huella de carbono, así como a ahorrar dinero en sus facturas de servicios públicos.

## Desventajas
Un sistema eléctrico en el que el 10% de la energía se genere mediante plantas fotovoltaicas requerirá un aumento del 2,5% de la capacidad del regulador de frecuencia de carga (LFC) en comparación con un sistema convencional. Este problema puede contrarrestarse utilizando sincronizadores en el circuito CC/CA del sistema fotovoltaico. En 1996, se constató que cuando la tasa de generación es inferior al 10%, el coste de producción de electricidad a partir de fuentes fotovoltaicas es relativamente elevado. Aunque un mayor porcentaje de generación de electricidad a partir de sistemas fotovoltaicos reduce los costes de equilibrio, las consideraciones económicas y la LFC imponen un límite máximo de aproximadamente el 10% a la contribución de los sistemas fotovoltaicos al sistema energético total.

### Desmontaje de los paneles solares para sustituir el tejado de tejas
Al sustituir las tejas de asfalto de un tejado, será necesario desmontar y retirar los paneles solares para volver a cubrir el tejado con tejas y volver a instalarlos después de cubrir el tejado con tejas. Durante este tiempo, la casa puede sufrir cortes de electricidad.

## Referințe
1. ↑  «Solar Photovoltaic System Design Basics». www.energy.gov. Consultado el 20 de enero de 2025.
2. ↑  «Rooftop solar electricity on pace to beat coal, oil». www.computerworld.com. Consultado el 20 de enero de 2025.
3. ↑  «Rooftop Solar Panels: Benefits, Costs, and Smart Policies». www.ucsusa.org. Consultado el 20 de enero de 2025.
4. ↑  «Could Rooftop Solar Really Provide Enough Electricity For The Entire World?». www.forbes.com. Consultado el 20 de enero de 2025.
5. ↑  «Solar Panel Costs UK». solaradvice.co.uk. Consultado el 20 de enero de 2025.
6. ↑  «How a Grid Connected Solar Power System Works». www.foursolar.com. Consultado el 20 de enero de 2025.
7. ↑  «Rooftop Solar PV System». gharpedia.com. Consultado el 20 de enero de 2025.
8. ↑  «Rooftop Solar Could Power Manufacturing-Sector Electricity Demand». eepower.com. Consultado el 20 de enero de 2025.
9. ↑  «Influence of photovoltaic power generation on required capacity for load frequency control». ieeexplore.ieee.org. Consultado el 20 de enero de 2025.
10. ↑  «Roof Replacement With Solar Panels: How To Make the Most of It». 8billiontrees.com. Consultado el 20 de enero de 2025.
11. ↑  «Should you replace your roof before going solar?». www.consumeraffairs.com. Consultado el 20 de enero de 2025.

- Datos: Q7366157
- Multimedia: Solar cell panels on roofs / Q7366157